# Albert von Bülow
Pour les articles homonymes, voir Bülow (homonymie).
Ernst Friedrich Albert von Bülow (né le 15 août 1829 à Berlin et mort le 9 mai 1892 dans la même ville) est un général de division prussien.

## Biographie
Albert est issu de la famille aristocratique mecklembourgeoise von Bülow. Il est le second fils du conseiller de la légation secrète prussienne Friedrich Karl von Bülow (1789-1853) et de sa femme Pauline, née von Carlowitz.
Bülow s'engage le 22 avril 1847 comme enseigne dans le 1er régiment à pied de la Garde de l'armée prussienne. Il y reçoit le 10 mai 1849 le brevet de sous-lieutenant et suit une formation de 1852 à 1855 à l'école générale de guerre.
Dans la suite de sa carrière militaire, Bülow commande le 27e régiment d'infanterie du 13 mai 1880 au 15 mai 1885, puis est mis à disposition en tant que major général avec la pension légale.
En 1866, il se marie avec Marie Friederike Emilie Karoline baronne von Meerheimb (de) (1835–1925) à Gnemern. De ce mariage sont nés la fille Elisabeth et les trois fils Friedrich, Jaspar et Rudolf (de). Rudolf von Bülow (1873-1955) se lance dans une carrière diplomatique.
Albert von Bülow est mort à Berlin en 1892 à l'âge de 62 ans. Sa tombe préservée se trouve au cimetière de la Trinité I à Berlin-Kreuzberg. Une simple croix de pierre sur socle sert de pierre tombale. Bülow repose aux côtés de sa femme Marie, née von Meerheimb.

## Honneurs
L'association de la chapelle lui érige une plaque commémorative à Berlin parce qu'il y a dirigé avec succès la construction de l'église de la Paix de Potsdam.